# Thick Village
Thick Village es una villa de Trinidad y Tobago, que forma parte de la región de Siparia.

## Geografía
La villa abarca parte de la isla Trinidad y limita al norte con Fyzabad, Avocat Village, San Francique y La Fortune-Pluck, al sur con Robert Hill-Siparia y Siparia, al este con San Francique, Syne Village y De Gannes Village y al oeste con Apex Oil Field.

## Demografía
Datos demográficos de la villa de Thick Village:
| Gráfica de evolución demográfica de Thick Village entre 2000 y 2011 |
|                                                                     |